# Kabina pilota

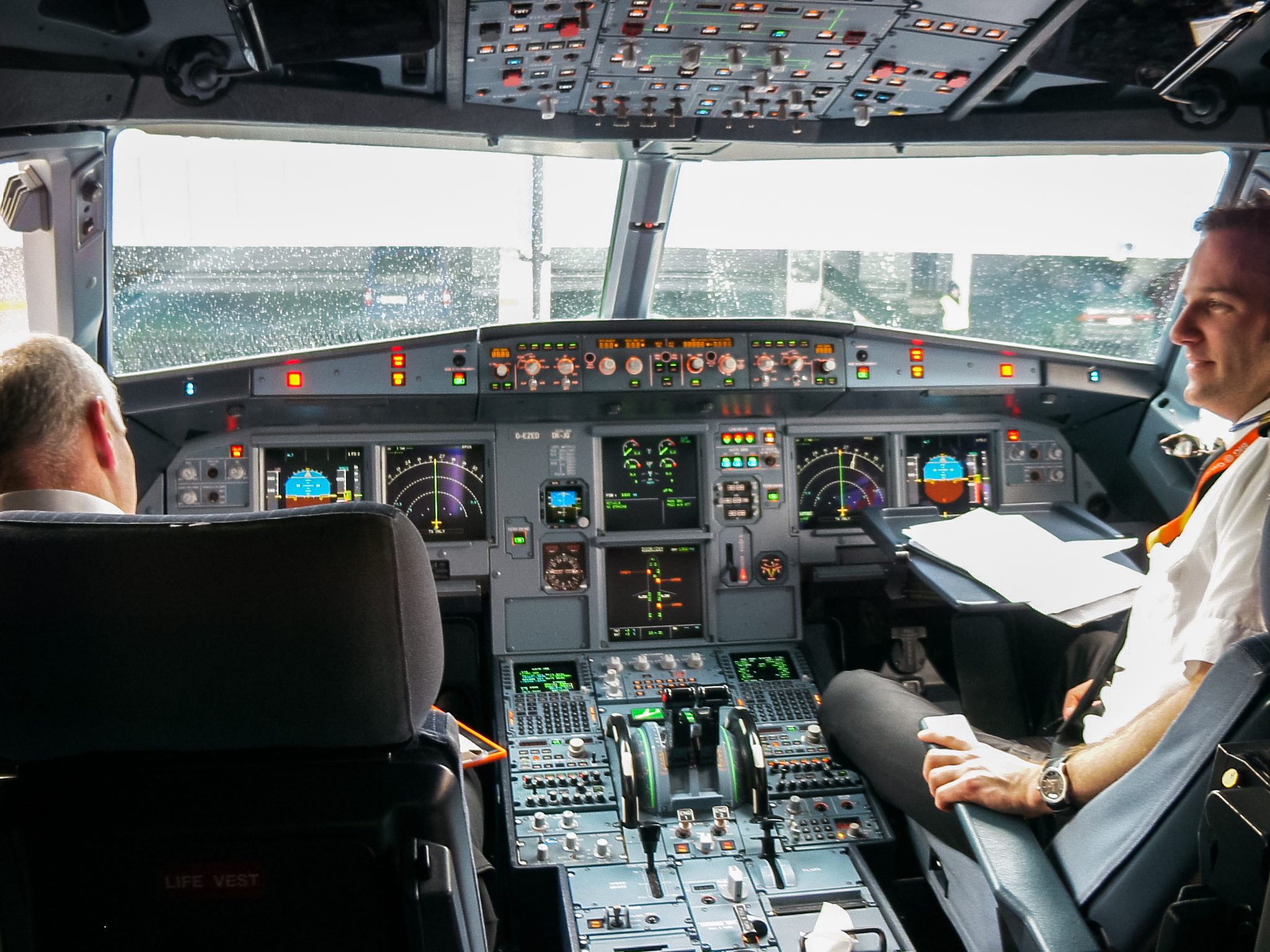
Kokpit Airbusa A319

Kabina pilota, kokpit (ang. cockpit) – wydzielone pomieszczenie statku powietrznego przeznaczone dla załogi pilotów sterujących jego lotem. Znajdują się tu wszystkie urządzenia służące do sterowania statkiem powietrznym.
Do obsługi kokpitu wyposażonego w elektroniczny system przyrządów lotu wystarczą dwie osoby, jednak ze względu na zmęczenie i stres na dłuższych trasach na pokładzie może znajdować się więcej pilotów.
Zgodnie z wymogami Organizacji Międzynarodowego Lotnictwa Cywilnego (ang. International Civil Aviation Organization, ICAO) każdy samolot rejsowy poniżej wysokości 10 000 stóp (FL100) musi zachować tzw. kokpit sterylny, czyli nikt poza pilotami nie może w nim przebywać, nawet pozostali członkowie załogi (stewardesy). Dopiero po przekroczeniu tej wysokości piloci mogą wpuścić innych członków załogi do kokpitu.